# Comin’ In and Out of Your Life
«Comin’ In and Out of Your Life» (с англ. — «Прийти и уйти из твоей жизни») — песня, записанная американской певицей Барброй Стрейзанд для её сборника хитов Memories в 1981 году.
Песня была написана Бобби Уайтсайдом и Ричардом Паркером, её демоверсию они отправили в штаб Columbia Records, и некоторые исполнители даже заинтересовались ею, однако сами авторы думали, что песню так просто отпускать не сделает, к тому же они рассматривали её как вариант для дебютной записи самого Ричарда Паркера. Тем не менее запись попала в руки Чарльза Коппельмана, который был в то время исполнительным продюсером Барбры Стрейзанд, им обоим понравилась песня, и они назначили встречу Паркеру, а уже через десять дней после неё певица записала студийную версию в Лондоне. В это же время шла работа над сборником Memories, куда и решено было включить новую песню.

## Чарты
| Чарт (1981/1982)                   | Пиковая позиция |
| ---------------------------------- | --------------- |
| Канада (RPM Top Singles)           | 24              |
| Канада (RPM Adult Contemporary)    | 1               |
| Нидерланды (Single Top 100)        | 26              |
| Нидерланды (Dutch Top 40)          | 19              |
| Испания (Los 40 Principales)       | 31              |
| Великобритания (OCC UK Singles)    | 66              |
| США (Billboard Hot 100)            | 11              |
| США (Billboard Adult Contemporary) | 2               |